# 王一品
王一品（？—1654年），清朝政治人物。
順治五年，任順天府府尹，授吏部左侍郎、鳳陽巡撫、兵部左侍郎、右副都御史。順治七年，任廣西巡撫、兵部右侍郎、右都御史。顺治十一年（1654年）以规避远缺，贿属吏科，论绞。